# Custódio Pereira
Custódio Pereira é um bairro da Zona Leste de Uberlândia, próximo ao Aeroporto da cidade, e está localizado à 6 km do Centro. É formado pelos loteamentos Jardim Panorama, Tibery (parte) e Custódio Pereira, tendo como vizinhos, os bairros Alto Umuarama, Umuarama, Tibery e Brasil.

## Saúde
- O bairro Custódio conta com uma UBS - Unidade Básica de Saúde, na rua Tito Teixeira.[2][3]

## Lazer, Educação e Social
- O Custódio tem escolas públicas e particulares, além de praças e um CRAS (Centro de Referência em Assistência Social).
- O bairro abriga o Arquivo Público de Uberlândia, importante espaço com documentos originais da história da cidade.[4][5]
- Abriga também a estação de trens VLI - Ferrovia Centro-Atlântica.[6]

## Comércio
- O Custódio tem área comercial, na rua Paulo Frontin, rua Prof. Ciro de Castro Almeida, rua Terezinha Segadães e Av. Floriano Peixoto.

## Principais vias do bairro
- As principais vias são as ruas Ângelo Zocolli, Tito Teixeira, Terezinha Segadães, Paulo Frontin e José Rezende, além das avenidas Floriano Peixoto e João Leão.
- Além também, das vias já citadas acima, tem a Rua Conrado de Brito, onde está sendo construído um viaduto sobre a ferrovia, ligando o Custódio ao Alto Umuarama, também zona leste.[7]